# Xanthesma infuscata
Xanthesma infuscata là một loài Hymenoptera trong họ Colletidae. Loài này được Exley mô tả khoa học năm 1978.

## Hình ảnh

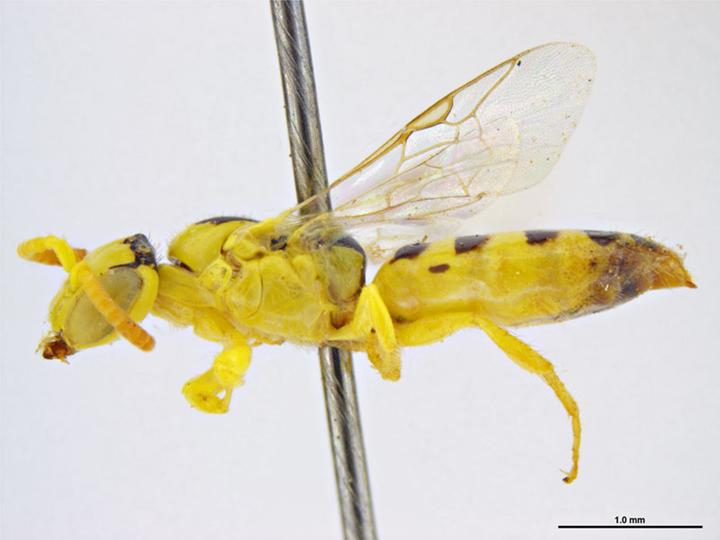